# Getty-Hexameter
Die Getty-Hexameter sind eine Gruppe von Versinschriften auf einem kleinen, gefalteten Bleiblatt, das auf das späte 5. Jahrhundert v. Chr. datiert wird. Vermutlich stammen sie aus Selinunt in Sizilien. Das Fragment wurde 1981 dem J. Paul Getty Museum geschenkt. Die Inschriften enthalten magische Beschwörungen, die Schutz vor drohenden Gefahren für Individuen und die Polis bieten sollten.

## Beschreibung
Die Getty-Hexameter sind eine Gruppe von Versbeschwörungen, die auf ein kleines, gefaltetes Stück Blei geschrieben wurden. Diese Inschriften, die epigraphisch und historisch auf das Ende des 5. Jahrhunderts v. Chr. datiert werden können, wurden höchstwahrscheinlich bei illegalen Ausgrabungen in Selinunte auf Sizilien entdeckt. Das fragmentarische Textstück gelangte 1981 zusammen mit vier weiteren Bleiplatten, die nachweislich aus Selinunt stammen, in das J. Paul Getty Museum in Malibu, Kalifornien. Diese Sammlung umfasst neben den Getty-Hexametern auch eine bedeutende Lex Sacra („Kultgesetz“) aus Selinunt sowie drei frühe Fluchtafeln (defixiones).
Nach der Restaurierung der Bleifragmente durch Mark B. Kotansky im Jahr 1981 transkribierte und entschlüsselte Roy D. Kotansky den Text, bevor er 2011 eine vorläufige Ausgabe in Zusammenarbeit mit David R. Jordan, einem Experten für Bleifläche, veröffentlichte. 2010 fand im Getty-Museum ein Workshop statt, bei dem internationale Wissenschaftler verschiedene Aspekte der Hexameter diskutierten und neun Essays zu diesem Thema veröffentlichten.
Die erhaltenen Fragmente bestehen aus sechs Teilen, die an den alten Faltstellen zerbrochen sind. Die Texte sind auf der Innenseite der Bleiplatte in zwei Spalten und auf der Rückseite in einer dritten Spalte eingraviert. Die erste Spalte enthält einen hexametrischen Einleitungssatz, der eine ältere Reihe von Versnarrativen einführt. Diese „heiligen Verse“ oder „unsterblichen Verse“ sollen vom Gott Paieon als Heilmittel gegen alle Gefahren, die von Erde und Meer ausgehen könnten, gegeben worden sein. Die zweite Spalte enthält ebenfalls ein hexametrisches Intro und zitiert die Ephesia Grammata, eine Serie von magischen Wörtern, die vor drohendem Unheil schützen sollen. Die dritte Spalte, die wesentlich fragmentarischer ist, scheint Schadenszauber zu behandeln.
Im Zentrum der Getty-Hexameter steht ein fragmentarisches mythologisches Narrativ, das ein mysteriöses „Kind“ beschreibt, das aus dem Garten der Persephone herabsteigt und eine Ziege zur Melkstelle führt. Diese Ziege, die als besonders fruchtbar beschrieben wird, scheint in einer rituellen Handlung eine zentrale Rolle zu spielen. Weitere mythologische Figuren wie Hekate und möglicherweise Helios werden ebenfalls erwähnt.
Ein bemerkenswerter Bestandteil der Getty-Hexameter sind die sogenannten Ephesia Grammata, eine Reihe von magischen Wörtern, die traditionell mit apotropäischen Funktionen in Verbindung gebracht werden. Die Getty-Hexameter bieten den bisher vollständigsten Kontext für diese Formeln und zeigen, dass sie sowohl als sinnvolle Hexameter als auch als „sinnlose“ magische Silben verstanden wurden.
Die Getty-Hexameter enthalten sowohl Elemente von Ritualtexten als auch von Mythen, die möglicherweise mit antiken Mysterienkulten verbunden sind. Die Verbindung zu Figuren wie Demeter, Persephone und Hekate sowie die Erwähnung von „heiligen Versen“ deutet auf eine Nähe zu religiösen und möglicherweise initiatorischen Praktiken hin. Gleichzeitig zeigen die Hexameter eine deutliche Funktion als Schutzzauber für Individuen und die Polis, indem sie übernatürliche Bedrohungen abwehren und Wohlstand sichern sollen.
Die Getty-Hexameter sind ein bedeutendes Zeugnis antiker religiöser und magischer Praktiken. Sie vereinen mythologische Narrative mit magischen Formeln und bieten wertvolle Einblicke in die religiösen Vorstellungen und Rituale der griechischen Antike. Ihre Entdeckung und wissenschaftliche Erforschung tragen wesentlich zum Verständnis der Verbindung zwischen Magie und Religion in der klassischen Welt bei.